# Jozef Mrva
Jozef Mrva (* 23. březen 1956 Voderady) je bývalý slovenský fotbalista, útočník.

## Fotbalová kariéra
V československé lize hrál za Slovan Bratislava, nastoupil ve 20 utkáních a dal 1 gól. V Poháru UEFA nastoupil v 1 utkání a dal 1 gól.

## Ligová bilance
| Ročník                                     | Zápasy | Góly | Klub              |
| ------------------------------------------ | ------ | ---- | ----------------- |
| 1. československá fotbalová liga 1976/1977 | 20     | 1    | Slovan Bratislava |
| CELKEM                                     | 20     | 1    |                   |